# 胆管細胞癌
胆管細胞癌（たんかんさいぼうがん、英語: cholangiocellular carcinoma、略称:CCC）は腫瘍の組織型の1つで、胆管上皮から発生する悪性腫瘍のうち肝内に発生するもの。肝内胆管癌（かんないたんかんがん、intrahepatic cholangiocarcinoma）ともいう。原発性肝癌の3%から7%を占める。

## 分類
腫瘍の形態により次のように分類される。
1. 腫瘤形成型：肝内に塊を形成するタイプ。
2. 胆管浸潤型：胆管上皮に沿ってしみこむように広がるタイプ。
3. 胆管内発育型：胆管内に隆起をつくり突出するタイプ。

なかでも胆管浸潤型は癌の拡がりがわかりにくく、診断および治療の際に問題となる。
発生部位により以下に大別される。
- (A) Peripheral type
- (B) Central type

(A) は混合型肝癌を併発することが多く、診断・治療ともにより困難となる場合が多い。

## 原因
原因は不明である。肝細胞癌とは異なり肝硬変の合併はほとんど見られない。リスクファクターとして、日本では閉塞性慢性胆管炎、東南アジアでは寄生虫感染により起こることが報告されている。近年、ウイルス性肝炎により起因することがたびたび報告されているが、日本においてはその因果関係は認められていない。

## 症状
固有の症状は存在しない。閉塞性黄疸で発症することが多いが、相当進行するまで症状がない場合もある。

## 検査

### 血液検査
- 生化学検査
  - アルカリフォスファターゼ(ALP)：上昇
  - AST(GOT)：閉塞性黄疸があれば上昇
  - ALT(GPT)：閉塞性黄疸があれば上昇
  - 直接型ビリルビン：閉塞性黄疸があれば上昇
  - LDH：閉塞性黄疸があれば上昇
  - γ-GTP：閉塞性黄疸があれば上昇
- 腫瘍マーカー
  - CEA：上昇
  - CA19-9：上昇
  - CA125：上昇
  - 混合型肝癌では識別のためCytokeratinによる組織染色が行われることがある

### 画像検査
超音波検査（エコー）
腫瘤形成型では境界不明瞭で不整形の低エコー領域として描出される。胆管浸潤型は描出困難であるが、閉塞性黄疸がある場合は肝内胆管の拡張が観察される。
CT
腫瘤形成型では不整形の低濃度な腫瘤として描出される。血流に乏しく、造影されにくい。消化管由来の転移性肝癌も同様の所見であるため、鑑別は難しい。胆管浸潤型は描出困難であるが、胆管拡張の範囲からある程度の存在診断は可能である。また2005年現在ではMDCT(multi-ditector CT)による癌の範囲の特定が試みられている。
MRI
腫瘤形成型ではCTと同様の所見が得られる。胆管浸潤型はCTと同じく描出困難であるが、MRCP（MRを用いた胆管・膵管の描出）で癌の拡がりを評価することができる。
経皮経肝胆管造影（percutaneous transhepatic cholangiography; PTC）
拡張した胆管に体外から針を刺して造影剤を注入し、胆管を描出する検査。胆管が変形している部位が癌のある場所と考えられ、癌の拡がりを評価するのに適している。閉塞性黄疸のある場合に減黄（黄疸を改善する処置；PTBD）を行う過程で行われる。
内視鏡的逆行性胆管膵管造影（endoscopic retrograde cholangiopancreatography; ERCP）
内視鏡（胃カメラ）を用いて十二指腸乳頭部（胆管が十二指腸に開くところ）に細い管を入れ、造影剤を注入して胆管を描出する検査。胆管の拡張がなくPTCが困難な場合に行われる。通常は膵管も描出される。

### 内視鏡検査
胆道鏡検査
PTBDのルートから細いファイバースコープを入れ、胆管内を直接観察する検査。胆管浸潤型において癌の拡がりを肉眼で確認することができる。

### 病理学的検査
肝生検
体外から腫瘍に針を刺して組織を採取し、癌組織があるかどうか調べる検査。腫瘤形成型に対し行われる。
胆汁細胞診
PTBDやERBDで回収した胆汁中に癌細胞が含まれているかどうか調べる検査。

## 診断
一般的には画像所見および腫瘍マーカーにより診断される。肝生検や胆汁細胞診で腺癌が検出されればほぼ確定的である。腫瘤形成型では消化管由来の転移性肝癌との鑑別が問題となるため、消化管内視鏡検査などで消化管の検索を行い、癌がないことを確認する必要がある。

## 治療

### 肝切除術
肝切除術すなわち腫瘍を含む肝臓を手術で切除する方法。2008年現在において治癒が望める唯一の治療法である。腫瘤形成型に対しては肝細胞癌と同様に部分切除もしくは系統切除が行われる。胆管浸潤型に対しては、癌の拡がりによっては肝外胆管の切除を含む大規模な肝切除術が行われることが多い。いっぽう、リンパ節転移、遠隔転移がある場合は切除による生存期間の改善が見込めないため適応にならない。

### 放射線療法
放射線療法すなわち放射線を照射して癌の縮小をねらう方法。体外から放射線を当てる方法（体外照射）と、PTBDのルートから胆管内に線源を入れて当てる方法（腔内照射）がある。また手術に際して癌に直接放射線を当てる方法（術中照射）も行われることがある。しかしながら抵抗性を示すことが多い。

### 化学療法
切除不能な進行癌に対し行われる。胆嚢癌・胆管癌と包括し胆道癌として同じ化学療法が選択される。

### 減黄術
癌に対する治療ではないが、胆管浸潤型では閉塞性黄疸が出現するため、これに対する治療が行われる。
- 経皮経肝胆管ドレナージ（percutaneous transhepatic cholangio drainage; PTBD）：体外から胆管へ細い管を入れ、胆汁を体外へ排出する方法。
- 内視鏡的逆行性胆道ドレナージ（endoscopic retrograde bile duct drainage; ERBD）：内視鏡（胃カメラ）を用いて十二指腸乳頭部から胆管へ細い管を入れ、狭窄部の上まで進めて胆汁を流すトンネルをつくる方法。
- 胆道ステント留置：胆管の狭窄部にステントと呼ばれるバネでできた筒を入れ、狭窄部を拡張させて胆汁の流れを良くする方法。

## 予後
一般に予後不良である。完全に切除できたものでは5年生存率が40〜50%であるが、切除できなかったものでは10%未満にすぎない。

## 診療科
- 内科
- 消化器科
- 外科

## 著名な罹患者
- 大谷昭宏（ジャーナリスト、2014年に早期発見と摘出手術により生還）
- 川島なお美（女優、2015年9月24日死去）
- 平尾誠二（ラグビー選手、2016年10月20日死去）
- 横路孝弘（衆議院議員・北海道知事、2023年2月2日死去）
- 伊集院静（作家、2023年11月24日死去）